# (2614) Torrence
(2614) Torrence es un asteroide perteneciente al cinturón de asteroides, descubierto el 11 de junio de 1980 por Carolyn Shoemaker desde el Observatorio del Monte Palomar, Estados Unidos.

## Designación y nombre
Designado provisionalmente como 1980 LP. Fue nombrado Torrence en honor al científico planetario Torrence V. Johnson.